# جرافينشلاغ
جرافينشلاغ (بالألمانية: Grafenschlag) هي بلدية في منطقة زويتل في ولاية النمسا السفلى.